# Inspirações da Tarde
Inspirações da Tarde é um livro de poesias do acadêmico Bernardo Guimarães, publicado em 1858.

## Poesias
A obra é composta das poesias:
- Inspirações da Tarde
- Invocação à saudade
- Recordação
- Ilusão
- O sabiá
- Hino do prazer
- Hino à Tarde
- Invocação à saudade
- Oh! filha melancólica dos ermos,

“
"Vê, que painel formoso a tarde borda

Na brilhante alcatifa do ocidente!

As nuvens em fantásticos relevos

Aos olhos fingem, que inda além da terra

Novo horizonte infindo se prolonga,

Onde lindas paisagens se desenham

Descomunais, perdendo-se no vago

(…)”

— 'Recordação, Inspirações da Tarde .
- Consolo extremo, e amiga no infortúnio
- Fiel e compassiva;
- Saudade, tu que única inda podes
- Nest'alma, erma de amor e de esperança,
- Um som vibrar melodioso e triste,
- Qual vento, que murmura entre ruínas,
- Os gemebundos ecos acordando